# Auguste Piccard
Auguste Piccard (28. ledna 1884, Basilej – 24. března 1962, Lausanne) byl švýcarský vědec, fyzik a vynálezce batyskafu. Průkopník stratosférických letů v balonu.

## Životopisná data
Auguste Piccard i jeho dvojče Jean Felix se narodili ve švýcarské Basileji. Už jako dítě se zajímal o vědu. Studoval fyziku na ETH v Curychu, v roce 1910 získal doktorát a stal se asistentem na technice. V době první světové války sloužil zpočátku u letectva, později odešel do Curychu přednášet na vojenskou akademii. V letech 1917–1922 vyučoval experimentální fyziku na své alma mater. V roce 1922, kdy se mu narodil syn Jacques, se stal profesorem fyziky na univerzitě v Bruselu. Zde přednášel až do odchodu do důchodu v roce 1954. V době druhé světové války se po okupaci Belgie vrátil do Švýcarska, kde pracoval jako konstruktér. V roce 1954 se usadil ve švýcarské vesnici Chexbres na břehu Ženevského jezera, kde v roce 1962 zemřel.
Za svou práci byl ve Francii vyznamenán Řádem čestné legie a v Belgii Leopoldovým řádem.

## Výzkumná činnost
V roce 1927 se Auguste Piccard účastnil Solvayovy konference. Kromě jeho průkopnických experimentů ve stratosféře, se také zabýval jadernou fyzikou. V roce 1917 předpověděl existenci třetího izotopu uranu, který nazval „Actinuran“. Ten skutečně v roce 1937 objevil Arthur Jeffrey Dempster a identifikoval jej jako izotop 235U. Piccard mimo jiné navrhl i přesný seismograf.
Už od mládí se zajímal o balonové létání. Do roku 1914 absolvoval šest letů, při nichž prováděl různá měření, která ho přivedla k myšlence na využití balonu pro let do stratosféry. První let stratosférickým balonem uskutečnil v roce 1932. V průběhu dalších letů shromáždil velké množství údajů o kosmickém záření, zabýval se měřením fyzikálních podmínek ve vrchních vrstvách atmosféry, prozkoumal vznik ozónu, formování ozónové vrstvy, šíření radiových vln a další jevy. Kromě toho fotografoval zemský povrch z do té doby nedostupné výšky a vytvořil sérii jedinečných snímků. Ještě před druhou světovou válkou zahájil práce na vývoji zařízení, které by umožnilo ponor do velkých hloubek pod vodní hladinu. V říjnu 1948 proběhly první úspěšné zkoušky s batyskafem. Při stavbě nového batyskafu a dalších experimentech mu pomáhal jeho syn Jacques.

## Rekordman v balónu

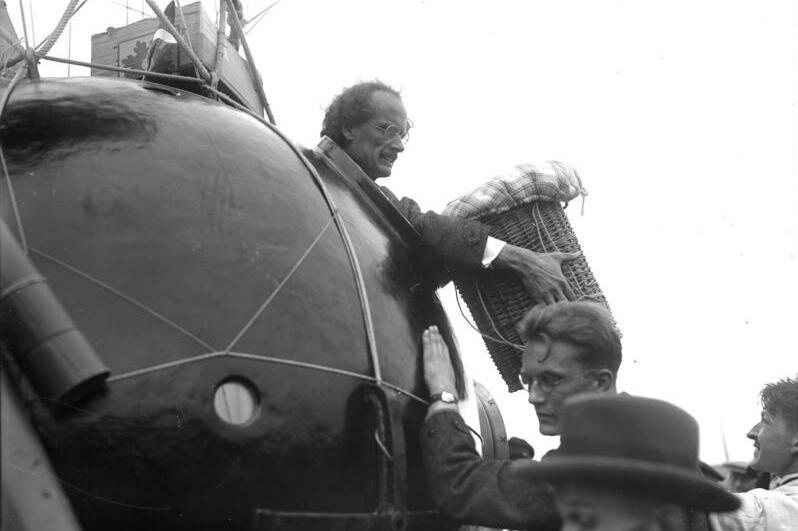
Auguste Piccard nastupuje do stratosférického balonu (1932)

Byl průkopníkem moderního výzkumu ve stratosféře. První let v obyčejném balonu absolvoval již v roce 1912. V roce 1930 se rozhodl studovat ve velké výšce kosmické záření. Balon plněný vodíkem o objemu 14 tisíc krychlových metrů a váze 700 kg byl dobře připraven. Vzduchotěsná gondola balónu, vyrobená ze slitiny hliníku a cínu, byla vytápěna s pomocí slunečního záření a mohla se otáčet ke Slunci buď tmavou, či bílou stranou. Měla tvar koule o průměru přes dva metry a osm pozorovacích okének. Veškeré přístroje byly upevněny zvenčí. Kvůli nepříznivému počasí byl let odložen.
Spolu s asistentem Paulem Kipferem se stratosférickým balónem FNRS-1 chystali ještě v Augsburgu na balónu 27. května 1931 různé úpravy (těsnost), když se balón závanem větru utrhl, vystoupal s nimi do výšky 15 785 m. Nefungovala regulace teploty, tlaku a měřicí přístroje, poté začal docházet kapalný kyslík. Až při západu Slunce ochlazený balón začal klesat a přistál na ledovci v Rakousku.
Následující rok 18. srpna 1932 s belgickým fyzikem Maxem Cosynsem podruhé vzlétl v balónu, tentokrát ze švýcarského města Dübendorf. Dosáhli nového světového rekordu – 16 940 metrů. Celkem uskutečnil 27 letů a jeho poslední rekord měl hodnotu 23 000 m.

## Rekordman s batyskafem

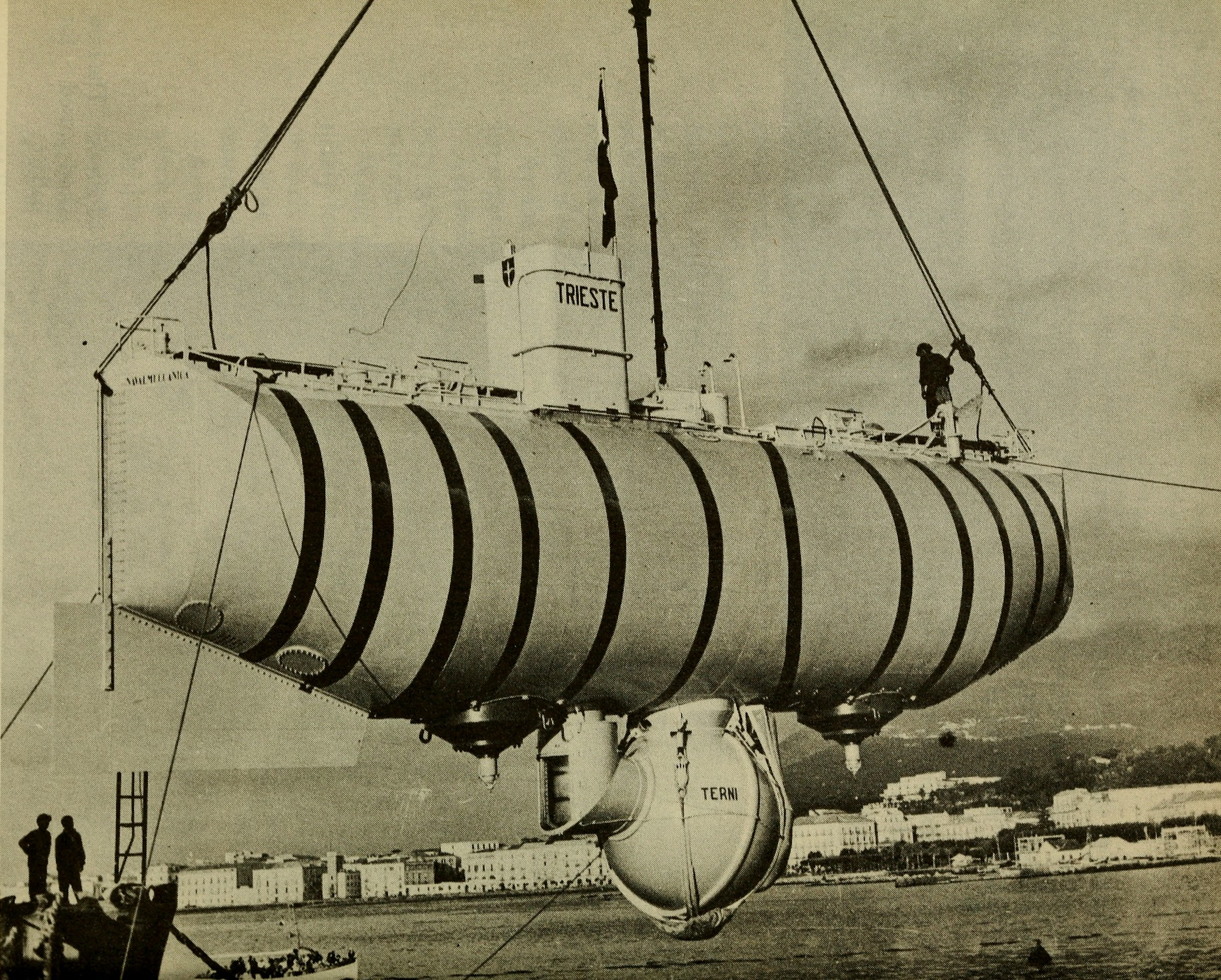
Batyskaf Trieste

Zabýval se vývojem batyskafů (FNRS-2 a Trieste), k hloubkovému výzkumu moří. Batyskaf Trieste postavený podle jeho projektu se poprvé ponořil v roce 1954. V roce 1960 dosáhl rekordní hloubky téměř 11 000 m, když v průběhu pěti hodin sestoupil na dno Mariánského příkopu.
Jeho jménem pojmenoval jeho syn Jacques Piccard turistický mezoskaf Auguste Piccard (PX-8), který byl uveden do provozu na Ženevském jezeře v rámci Schweizerische Landesausstellung (EXPO 1964).

## Citát
Není mým cílem lámat a držet rekordy, ale otevřít novou oblast vědeckého výzkumu.

Auguste Piccard, 1931